# FlowMon
Flowmon - це назва для зонду моніторера, яка є результатом академічної дослідницької діяльності на CESNET, а також назва комерційного продукту, який продається університетською відокремленою компанією Flowmon Networks .

## Зонд Flowmon - результат дослідницької діяльності
Зонд Flowmon - це машина  для моніторингу та передачі інформації про потоки IP у високошвидкісних комп'ютерних мережах. Зонд розробляється командою Liberouter в рамках дослідницького плану CESNET Optical National Research Network та її нових додатків, дослідницька діяльність 602 - Програмне обладнання .
Зонд Flowmon сконструюваний на парі програмованих мережевих карт, які називаються COMBO, і на головному комп'ютері з операційною системою Linux . Пара карт COMBO складається з основної плати з роз'ємом PCI, PCI-X або PCI-Express для підключення до материнської плати головного комп'ютера та додаткової плати з 2 або 4 мережевими інтерфейсами. Обидві карти містять програмовані мікросхеми ( FPGA ), які здатні обробляти велику кількість даних на мультигігабітній швидкості. Сам процес контролю потоку розподілений між апаратним забезпеченням (картами прискорення) та прикладним програмним забезпеченням, що працює на головному комп'ютері. Дотримуючись принципу апаратно-програмно-кодового дизайну, усі критично важливі для часу завдання реалізуються в чіпах FPGA на картах прискорення, тоді як більш складні операції виконуються прикладним програмним забезпеченням. Ця концепція забезпечує моніторинг сучасних високошвидкісних мереж (1 Гбіт / с, 10 Гбіт / с ) без втрати пакетів і без необхідності вибірки вхідних даних. У той же час програмне забезпечення забезпечує гнучкий та зручний інтерфейс.
Зонд Flowmon - це пасивний пристрій контролю, тобто він жодним чином не змінює прохідний трафік. Тому його виявлення навряд чи можливо. При підключенні до мережі зонд Flowmon спостерігає за всіма переданими трафіком / пакетами, витягує та агрегує інформацію про потоки IP у записи потоку . Зонд Flowmon здатний експортувати зведені дані до зовнішніх колекторів у форматі NetFlow (версії 5 та 9) та IPFIX . Колектори збирають записи вхідного потоку та зберігають їх для автоматизованого або ручного та візуального аналізу (автоматичне виявлення шкідливого трафіку, правила фільтрування, графіки та статистичні схеми). Вся система дозволяє контролювати фактичний стан спостережуваної мережі, а також тривалий аналіз трафіку.
Зонд Flowmon є частиною набору інструментів безпеки GÉANT2, який складається з інструментів аналізу NetFlow NfSen та NfDump та пристрою Flowmon.

## Рішення Flowmon - комерційний продукт
Flowmon - це рішення для моніторингу та захисту мережевого трафіку компанії Flowmon Networks . Flowmon Networks була заснована в 2007 році як університетське відділення, здійснила передачу технологій від CESNET (чеський NREN ) і продовжувала розробку досліджень, розробляла прототипи та випускала їх на ринок.
Рішення Flowmon спочатку базувалося на зондах Flowmon, розроблених CESNET . На сьогодні Flowmon - це комплексне рішення для контролю потоку, яке складається із зондів Flowmon, колекторів Flowmon та додаткових модулів - Flowmon ADS, Flowmon APM, Flowmon DDoS Defender, Flowmon Recorder Traffic. FlowMon Зонди забезпечують NetFlow / IPFIX статистики про мережевий трафік і поставляються в стандартній версії підходить для більшості стандартних мереж (10Мбіт / с - 10 Гбіт / с) або апаратним прискоренням версії на основі CESNET «s FPGA плата, придатний для високошвидкісних мереж (10Гбіт / с - 100 Гбіт / с). FlowMon Колектори прилади для NetFlow / Sflow / IPFIX / JFlow / NetFlow Lite / Net потік / cflowd зберігання і аналізу. Модулі Flowmon розширюють функціональність зондів Flowmon або Flowmon Collectors, що забезпечує додаткову функціональність - наприклад, аналіз поведінки мережі (NBA), моніторинг продуктивності додатків, виявлення аномалій, протоколювання HTTP.

## Дивіться також
- Вимірювання мережевого трафіку
- Експорт інформації про потік IP
- NetFlow

## Зовнішні джерела
- Гнучкий [Архівовано 12 березня 2012 у Wayback Machine.] технічний звіт Flowmon [Архівовано 12 березня 2012 у Wayback Machine.]
- Звіт користувача та тесту на зонді NetFlow (DJ2.2.2,2) [Архівовано 24 лютого 2012 у Wayback Machine.] від GÉANT2
- Веб [Архівовано 25 квітня 2022 у Wayback Machine.] -сторінка проекту Liberouter [Архівовано 25 квітня 2022 у Wayback Machine.]
- Веб [Архівовано 10 грудня 2020 у Wayback Machine.] -сторінка CESNET [Архівовано 10 грудня 2020 у Wayback Machine.]
- Набір інструментів безпеки GÉANT2 [Архівовано 18 травня 2019 у Wayback Machine.]
- Опис зонда Flowmon [Архівовано 8 липня 2017 у Wayback Machine.]
- Flowmon - рішення для моніторингу та безпеки мережі [Архівовано 27 листопада 2020 у Wayback Machine.]